# Kanton Le Dorat
Der Kanton Le Dorat war bis 2015 ein französischer Wahlkreis im Arrondissement Bellac, im Département Haute-Vienne und in der Region Limousin; sein Hauptort war Le Dorat. Vertreter im Generalrat des Departements war zuletzt von 2001 bis 2015 Yvonne Jardel (DVD).
Der zwölf Gemeinden umfassende Kanton Le Dorat war 288,07 km² groß und hatte 4265 Einwohner (Stand: 2012).

## Gemeinden
| Gemeinde                | Einwohner Jahr | Fläche km² | Bevölkerungsdichte | Code INSEE | Postleitzahl |
| ----------------------- | -------------- | ---------- | ------------------ | ---------- | ------------ |
| Azat-le-Ris             | 256 (2013)     | 56,22      | 5 Einw./km²        | 87006      | 87360        |
| La Bazeuge              | 133 (2013)     | 10,19      | 13 Einw./km²       | 87008      | 87210        |
| La Croix-sur-Gartempe   | 188 (2013)     | 12,74      | 15 Einw./km²       | 87052      | 87210        |
| Darnac                  | 387 (2013)     | 25,93      | 15 Einw./km²       | 87055      | 87320        |
| Dinsac                  | 265 (2013)     | 19,43      | 14 Einw./km²       | 87056      | 87210        |
| Le Dorat                | 1754 (2013)    | 23,77      | 74 Einw./km²       | 87059      | 87210        |
| Oradour-Saint-Genest    | 370 (2013)     | 37,9       | 10 Einw./km²       | 87109      | 87210        |
| Saint-Ouen-sur-Gartempe | 222 (2013)     | 22,12      | 10 Einw./km²       | 87172      | 87300        |
| Saint-Sornin-la-Marche  | 269 (2013)     | 24,39      | 11 Einw./km²       | 87179      | 87210        |
| Tersannes               | 140 (2013)     | 24,64      | 6 Einw./km²        | 87195      | 87360        |
| Thiat                   | 161 (2013)     | 11,35      | 14 Einw./km²       | 87196      | 87320        |
| Verneuil-Moustiers      | 132 (2013)     | 19,39      | 7 Einw./km²        | 87200      | 87360        |